# 野田稔
野田 稔（のだ みのる、1957年6月18日 - ）は、日本の経営学者。明治大学教授。
元ジェイフィール代表取締役社長、リクルートワークス研究所特別研究顧問。所属はテイクシンクinc.。元アミューズ所属。
専門は、組織論、経営戦略論、ミーティングマネージメントなど。

## 人物
東京都大田区出身。東京都立国立高等学校、1981年3月一橋大学商学部卒業後、野村総合研究所入所。1987年一橋大学大学院商学研究科修士課程修了。指導教官は野中郁次郎。1998年4月に多摩大学経営学部非常勤講師、2000年野村総合研究所経営コンサルティング一部部長、2001年に野村総合研究所を退職し、同年4月に多摩大学経営学部専任助教授 兼 リクルートフェローに就任。2008年4月から明治大学大学院グローバル・ビジネス研究科専任教授に就任。多摩大学大学院客員教授（2008年4月～2013年3月）。
マネージメントはテイクシンクinc.に所属し、数多くの番組にコメンテーターとして出演するとともに、株式会社ジェイフィールファウンダーも務める。

## 出演番組

### テレビ
NHK総合
- 経済ワイド ビジョンe：メインキャスター
- 週間経済羅針盤：コメンテーター
- Bizスポワイド：キャスター（金曜のみ）

NHK教育
- 仕事学のすすめ：聞き手

日本テレビ
- ズームイン!!SUPER：コメンテーター

TBS
- ブロードキャスター：コメンテーター
- 儲かりマンデー：コメンテーター

フジテレビ
- 直撃LIVE グッディ!

テレビ朝日
- やじうまプラス：コメンテーター

BSジャパン
- NIKKEI×BS LIVE 7PM：月、水曜日MC

### ラジオ
ニッポン放送
- うえやなぎまさひこのサプライズ!：コメンテーター

J-WAVE
- 特番ホリデースペシャル『Smart Cheers』：メインキャスター

## 主な著書
- あたたかい組織感情　ミドルと職場を元気にする方法（ソフトバンククリエイティブ）
- 組織論再入門―戦略実現に向けた人と組織のデザイン（ダイヤモンド社）
- コミットメントを引き出すマネジメント（PHP研究所）
- 企業危機の法則（角川oneテーマ21）
- やる気を引き出す成果主義 ムダに厳しい成果主義（青春出版）
- 会社のしくみがわかる本（日経文庫）

## 関連人物
- 近藤隆雄（多摩大学・明治大学大学院で教鞭経験がある）